# 현도 현암사 부도
현도 현암사 부도(賢都 懸岩寺 浮屠)는 충청북도 청주시 서원구에 있다. 2017년 3월 17일 청주시의 향토유적 제155호로 지정되었다.

## 지정 사유
현암사에 위치한 팔각 원당형 부도임. 석종형 탑신에 기와골이 있는 팔각 지붕모양의 옥개 형식을 볼 때, 조선후기 부도로 추정된다.